# Olof Josephson
Ludvig Olof Sebastian Josephson, född 19 november 1870 i Uppsala, död 7 augusti 1934, var en svensk skolman. Han var son till Jacob Axel Josephson. 
Josephson blev filosofie kandidat vid Uppsala universitet 1890, filosofie licentiat 1895, filosofie doktor 1896 och var docent i mekanik 1896–98. Han var lektor i matematik och fysik vid Nya Elementarskolan i Stockholm 1899–1906, rektor i Växjö 1906, lektor i matematik vid Högre lärarinneseminariet i Stockholm från 1910 och rektor där 1910–14. Han författade skrifter och läroböcker i mekanik och matematik.